# Thranius multinotatus okinawensis
Thranius multinotatus okinawensis es una especie de escarabajo longicornio del género Thranius, tribu Thraniini, subfamilia Cerambycinae. Fue descrita científicamente por Makihara en 1978.

## Descripción
Mide 12,5-27 milímetros de longitud.

## Distribución
Se distribuye por Japón.